# Eleitorado do Sul (Islândia)
O Eleitorado do Sul é um dos seis distritos eleitorais da Islândia. Sua maior cidade é Keflavík. O eleitorado é constituído por 20 municípios, e é representado por 10 deputados no Alþingi.

## Geografia
É o único distrito eleitoral que faz fronteira com todos os outros cinco distritos, incluindo os urbanos de Reiquiavique. O seu território inclui os glaciares de Vatnajokull (parcialmente no Eleitorado do Nordeste), Eyjafjallajökull, Mýrdalsjökull, Tindfjallajökull, Torfajökull e, nas suas fronteiras setentrionais, a parte sul do Hofsjökull e Langjökull.

## Administração
Para o eleitorado, inclui os municípios de: Hornafjörður, Skaftárhreppur, Mýrdalur, Rangárþing eystra, Rangárþing ytra, Ásahreppur, Vestmannaeyjabær, Flói, Árborg, Skeiða- og Gnúpverjahreppur, Hrunamannahreppur, Bláskógabyggð, Grímsnes- og Grafningshreppur, Hveragerði, Sveitarfélagið Ölfus, Grindavík, Sandgerði, Garður, Reykjanesbær e Vogar.